# Gmina Pučišća
Gmina Pučišća (chorw. Općina Pučišća) – gmina w Chorwacji, w żupanii splicko-dalmatyńskiej. W 2011 roku liczyła 2171 mieszkańców.

## Miejscowości
Gmina składa się z następujących miejscowości:
- Gornji Humac
- Pražnica
- Pučišća